# Nord bei Nordwest – Estonia
Nord bei Nordwest – Estonia ist ein deutscher Fernsehfilm von Dagmar Seume aus dem Jahr 2017. Es handelt sich um die dritte Folge der ARD-Kriminalfilmreihe Nord bei Nordwest mit Hinnerk Schönemann und Henny Reents in den Hauptrollen.

## Handlung
Hauke Jacobs behauptet sich immer mehr seit seinem Neuanfang als Tierarzt in dem Ostseestädtchen Schwanitz. Seine Praxis entwickelt sich nebenbei aber auch zu einer Auffangstation für Tiere. Als er in einer Arbeitspause mit seinem Hund am Strand spazieren geht, hört er Schüsse in der nahegelegenen Seniorenresidenz „Schönblick“. Jacobs eilt hinzu und versucht, einem angeschossenen Mann zu helfen. Dieser kann mit letzter Kraft dem Tierarzt ein Stück Metall zustecken, ehe er stirbt. Polizistin Lona Vogt durchsucht sofort die Seniorenresidenz, und so verdichten sich nach und nach die Hinweise, dass der Anschlag eigentlich ihrem Vater galt. Dieser war allem Anschein nach nicht der harmlose Handlungsreisende, als der er sich ausgibt, sondern arbeitete vermutlich für einen Nachrichtendienst. Lona Vogt forscht nach und kommt zu der Erkenntnis, dass auch der tödliche Unfall ihrer Mutter ein Anschlag war, der ihrem Vater galt.
Hauke Jacobs erhält derweil ungebetenen Besuch auf seinem Boot. Der bewaffnete Mann fordert das Stück Metall, dass ihm anvertraut wurde. Als sich Hauke nicht sofort darauf einlässt und der Mann energischer wird, greift er Holly an und sie wird angeschossen. Für den Tierarzt ist nun die Bedrohung nebensächlich, und er verlässt kurzerhand mit dem schwerverletzten Tier das Boot, um es in der Praxis zu operieren. Das so entfernte Projektil nimmt Polizistin Lona an sich, lässt es untersuchen und ist sich nun sicher, dass sie dem Mörder dicht auf der Spur ist.
Das Hauke anvertraute Stück Metall stellt sich als Teil einer Schiffswand heraus. Und auch das Opfer ist nicht weniger mysteriös, denn es hatte 20 Jahre zuvor eine falsche Identität angenommen. So führen die Ermittlungen weit in die Vergangenheit und zu Lonas großer Überraschung zum Mörder ihrer Mutter. Matthias Kruse, unter welchem Namen das Opfer in den letzten Jahren lebte, arbeitete für die Staatssicherheit und sollte schon vor sieben Jahren Lonas Vater töten, der beim Bundesnachrichtendienst sein Gegenspieler war. Statt Vogt verunglückte aber dessen Frau. Seitdem hatte Kruse Schuldgefühle und wollte sein Gewissen beruhigen, indem er Vogt warnen wollte, dass ihm inzwischen der KGB auf der Spur sei.
Anhand einer Seriennummer, die bei dem Metallstück zum Vorschein kommt, steht fest, dass es sich um ein Teil der 1994 gesunkenen Ostseefähre Estonia handelt. Hauke und Lona versuchen, den Mörder mit diesem Beweisstück, das er offenbar unbedingt haben will, zu sich zu locken. Doch Victor Apov dreht den Spieß um. Er kidnappt Lona und fordert das Schiffsteil als Preis für deren Freilassung. Während Lonas Vater die Übergabe vornimmt, folgt Hauke dem Mörder bis in ein Hotel, wo dieser sich mit einem Mittelsmann trifft, um ihm das Metallstück zu übergeben, was Hauke allerdings verhindern kann. Victor Apov entkommt zunächst.
Nachdem Lona befreit ist, spricht Reimar Vogt nun endlich mit seiner Tochter über seine mysteriöse Vergangenheit: Der KGB hatte herausgefunden, wo Vogt wohnt, und dass er ebenfalls ein Stück der Estonia besitzt, deshalb wurde der Agent auf ihn angesetzt. Mit den Metallstücken lässt sich beweisen, dass es seinerzeit eine Explosion auf dem Schiff gegeben und es sich somit um einen gezielten Anschlag gehandelt hatte.
Da Victor Apov seinen Auftrag noch immer nicht vollends erfüllt hat, schleicht er sich nachts in Vogts Zimmer. Dieser war aber darauf vorbereitet und erschießt Apov. Anschließend fährt er auf die Ostsee hinaus und versenkt die Leiche im Meer.

## Hintergrund
Nord bei Nordwest – Estonia wurde vom 6. Juni bis zum 8. Juli 2015 gedreht und war ursprünglich für eine Ausstrahlung im Sommer 2016 vorgesehen. Der Arbeitstitel lautete „Estonia 12“.

## Rezeption

### Einschaltquote
Die Erstausstrahlung von Nord bei Nordwest – Estonia am 30. März 2017 im Ersten erreichte 5,96 Millionen Zuschauer und einen Marktanteil von 19,2 Prozent.

### Kritik
Rainer Tittelbach von tittelbach.tv meinte: Nord bei Nordwest – Estonia „besticht mit einem angenehm abgespeckten Konzept & der klugen Arbeit am Detail. Auf den ersten Blick auffallend: der entspannte Erzählrhythmus, das sympathische, sich aber nicht beim Zuschauer anwanzende Personal, die Top-Besetzung, viel norddeutsche Mentalität & landschaftliche Atmosphäre. Und beim zweiten Blick lässt sich erkennen, wie beiläufig ein ironischer Unterboden geschaffen wird, wie klug und tief Emotionen erspielt werden, wie aus Ellipsen das Lakonische entsteht und dass diese Schönemann-Figur ihre eigene Art hat.“
Bei der Frankfurter Rundschau schrieb Harald Keller: „Statt die Krimihandlung aus den lokalen Besonderheiten zu entwickeln, führt Drehbuchautor Holger Karsten Schmidt fernliegende internationale Angelegenheiten in dem fiktiven Weiler Schwanitz zusammen. Der Regionalkrimi wird zum Möchte-Gern-Agententhriller aufgeblasen, aber das funktioniert natürlich nicht.“ „Spannende Momente gibt es in diesem Fernsehkrimi, aber sie verdanken sich nicht dem absurden Agentenplot, sondern der Frage, ob der einsilbige Tierarzt Hauke Jacobs die Avancen seiner Mitarbeiterin Jule Christiansen (Marleen Lohse) aus schierer Paddeligkeit oder ganz bewusst – und wenn ja, warum? – ignoriert. Diese Szenen machen Spaß, der Rest ist Küstennebel.“
Julian Miller von Quotenmeter.de kam zu dem Urteil: „Spannend ist das hier nicht. Besonders intelligent, einnehmend oder aussagereich sicherlich ebenso wenig. Aber ‚Nord bei Nordwest‘ bleibt bei seinem aufrichtigen Duktus, erzählt mit einem ehrlichen Interesse an seinen Figuren, die deutlich witziger, intelligenter und persönlicher gehalten sind als die vergleichbare Konkurrenz aus Genre und Sendeplatz.“